# Armando Costa
Armando Carlos Silva e Costa (Luanda, 3 giugno 1983) è un ex cestista angolano con cittadinanza portoghese.
Alto 190 cm per 80 kg, giocava come guardia.

## Carriera
Ha iniziato da professionista nel campionato portoghese, con la maglia del Kveluzo Atletico nel 2001. Dal 2002 al 2005 ha giocato nel Kveluzo Sintra PM e successivamente è tornato in patria, al Primeiro de Agosto.
Fa parte anche della nazionale di pallacanestro dell'Angola, con cui ha preso parte ai Mondiali del 2006.

## Palmarès
- Coppa di Portogallo: 1

Queluz: 2005